# Tokugawa Iemitsu

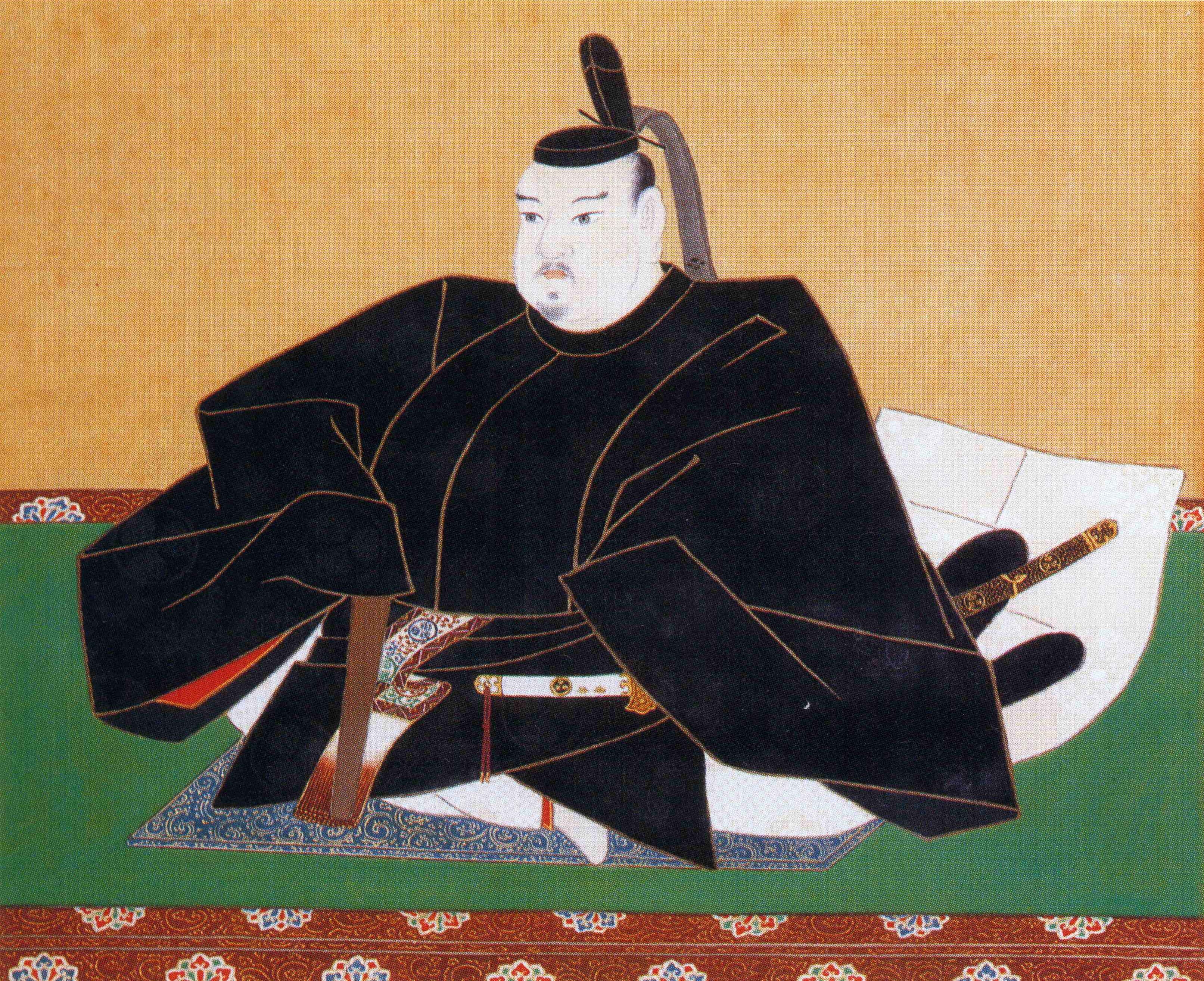
Tokugawa Iemitsu

Tokugawa Iemitsu (jap. 徳川 家光; * 12. August 1604 in Edo, heute Tokio als Tokugawa Takechiyo (徳川 竹千代); † 8. Juni 1651 ebenda) war der dritte Shogun aus der Tokugawa-Dynastie. Er regierte von 1623 bis 1651.
Iemitsu wurde als der älteste Sohn des Shoguns Tokugawa Hidetada 1623 dessen Nachfolger. Zwar trat Hidetada als Shogun zurück, behielt allerdings, wie schon der erste der Tokugawa-Shogune, Tokugawa Ieyasu, die wirkliche Macht als Ōgosho (大御所) bis zu seinem Tod 1632 in seinen Händen.
Nach dem Tod Tokugawa Iemitsus wurde sein Erstgeborener, Tokugawa Ietsuna, Shogun.
Tokugawa Iemitsu hat in der Zeit seiner politischen Souveränität, also nach dem Tod seines Vaters, die beiden politischen Hauptpfeiler des Tokugawa-Shogunats für die nächsten 200 Jahre festgelegt:

## Kontrolle der Daimyō
Iemitsu festigte das Shogunat, indem er eine große Anzahl der Daimyōs vernichtete und die Zentralregierung in Edo etablierte, die die folgenden 200 Jahre bis zur Meiji-Restauration halten sollte. Er etablierte zudem 1635 das System des Sankin kōtai, das die Macht der Daimyō deutlich beschränkte, indem es sie zum ständigen Wechseln zwischen ihren Provinzen und Edo zwang und sie zu Militärdiensten verpflichtete.

## Abschottung Japans
Hatte noch Oda Nobunaga die Christianisierung Japans durch ausländische Missionare als Mittel gesehen, die Macht der buddhistischen Klöster zu brechen und auch entsprechend unterstützt, wurde Iemitsu bald klar, dass die fremde Religion und der stetig steigende Einfluss der christlichen Missionare die Macht der Shogune gefährden würde.
Das Ergebnis dieser Überlegungen war die Politik der Abschottung nach außen, jap. Sakoku, die zwischen 1633 und 1639 beginnen sollte: Kein Japaner durfte die Inseln verlassen, Außenhandel wurde nur noch mit Chinesen und Niederländern betrieben (diese hatten keine Missionare auf ihren Schiffen), und auch das nur von der zu diesem Zweck künstlich angelegten und gut abgeschotteten Insel Deshima im Hafen von Nagasaki aus. Allen anderen Ausländern wurde die Einreise unter Androhung der Todesstrafe verboten. In diesem Zuge wurde gar das Christentum in Japan verboten. Christliche Missionare wurden verfolgt und auf grausame Art und Weise ermordet oder aus Japan verbannt.
Die massiven Repressalien, die Japanern christlichen Glaubens auferlegt wurden, hatten 1637/1638 den Shimabara-Aufstand zur Folge, der allerdings blutig niedergeschlagen wurde. Insgesamt wurden ca. 37 000 Aufständische (Männer, Frauen und Kinder), die in der Burg Hara Zuflucht gesucht hatten, nach deren Fall ermordet. Als Folge dieses Aufstandes verschärfte sich die Anti-Christen-Politik Iemitsus dramatisch: Allein die Ausübung des christlichen Glaubens wurde von nun an mit dem Tode bestraft.